# Mavinakolu, Sakleshpur
Mavinakolu là một làng thuộc tehsil Sakleshpur, huyện Hassan, bang Karnataka, Ấn Độ.